# 2MASX J11340368+4901592
2MASX J11340368+4901592 ist eine Galaxie im Sternbild Großer Bär am Nordsternhimmel. Sie ist schätzungsweise 454 Millionen Lichtjahre von der Milchstraße entfernt und hat einen Durchmesser von etwa 40.000 Lichtjahren.  Vom Sonnensystem aus entfernt sich das Objekt mit einer errechneten Radialgeschwindigkeit von näherungsweise 10.000 Kilometern pro Sekunde.
Im selben Himmelsareal befinden sich unter anderem die Galaxien IC 709, IC 711, IC 712, PGC 35702.